# Circuitul Pescara
Circuitul Pescara a fost un circuit de curse auto de 25,8 km de lângă Pescara, Italia.